# 孤高の英雄
「孤高の英雄」（ここうのヒーロー）は、日本のバンド・フラワーカンパニーズの1枚目のシングル。

## 解説
- バンド初のシングル。アルバム「フラカンのマイ・ブルー・ヘブン」と同時発売。

## 収録曲
- 全作詞・作曲：鈴木けいすけ　編曲：フラワーカンパニーズ

1. 孤高の英雄 (3:43)
2. ブラン・ニュー・エアコン（アルバムとちょっとだけ違うバージョン） (4:07)
シングルバージョン。このシングルにしか収録されていない。

## 収録アルバム
- フラカンのマイ・ブルー・ヘブン（#1, #2） #2はアルバムバージョンで収録されている。
- ヤングフラワーズ 〜Early FLOWER COMPANYZ（#1） リミックスバージョンでの収録。
- Singles & More 〜Antinos Years（#1）
- LIVE TRASH, RARE TRASH（#1） ライブバージョンでの収録。
- フラカン入門（#1） 「REMIX '97」で収録。